# ASLinux Desktop
ASLinux Desktop es una distribución Linux para usuarios hispanohablantes basada en Debian y KDE dirigida a PC de escritorio, ya sean estaciones de trabajo, puestos corporativos u ordenadores domésticos, y a cualquier tipo de usuario, sea cual sea su experiencia con Linux. Es desarrollada y mantenida por la empresa Activa Sistemas, de Andalucía, España.

## Características
ASLinux Desktop está disponible para CPUs Intel y AMD de 32 bits, posee un entorno completo, estable e intuitivo que facilita el acceso a Linux y que incluye todas las características que un usuario final puede exigir: ofimática, Internet, multimedia, educación, juegos, etc., junto con los sistemas de seguridad completos, como un cortafuegos personal, un analizador de virus para Windows y un filtro de correo basura. ASLinux Desktop combina la fuerza y estabilidad de Linux, la potencia y versatilidad de Debian Sarge y la amigabilidad y facilidad de uso de KDE. Su punto fuerte es su gran usabilidad.
ASLinux Desktop está disponible como descarga gratuita. También existe una edición en caja que, hasta la versión 2.0, ofrecía como extra una serie de servicios avanzados para el usuario a través del portal de ASLinux, como soporte técnico, documentación y descarga de software adicional. Todos estos servicios se ofrecen actualmente a todos los usuarios gratuitamente.

## Versiones
| Versión | Fecha           | Formato         |
| ------- | --------------- | --------------- |
| 1.0     | octubre de 2003 | Caja y descarga |
| 1.5     | junio de 2004   | Descarga        |
| 2.0     | febrero de 2005 | Caja y descarga |
| 2.95    | febrero de 2006 | Caja y descarga |
| 3.0     | octubre de 2006 | Uso interno     |
| 3.5     | octubre de 2008 | Uso interno     |
| 4.0     | julio de 2015   | No finalizada   |

## ASLinux Desktop 2.95
Es la última versión pública y fue puesta a disposición de los usuarios en febrero de 2006. Se desarrollaron versiones posteriores (3.0 y 3.5) que no se publicaron y que fueron utilizadas como base para desarrollar distribuciones derivadas.

### Instalación y gestión del sistema
Posee un sistema de instalación intuitivo, al alcance de usuarios noveles a la vez que ofrece capacidades para usuarios experimentados. Tiene un sistema de jerarquía de menús organizada e intuitiva, y herramientas de gestión del sistema, integradas en el Centro de Control de KDE.

### Hardware
Incluye soporte y gestión de todo tipo de hardware moderno: discos SATA, Bluetooth, Wi-Fi, tarjetas 3D, etc. Además tiene soporte específico para portátiles: dispositivos PCMCIA, gestión de energía, etc.

### Internet y VPNs
Tiene acceso sencillo a Internet y VPNs. Posee "plugins" para optimizar la navegación web, además de mayor seguridad provista por un cortafuegos personal, un analizador de virus de Windows y un filtro de correo basura.

### Soporte para ejecutar programas Windows
El soporte para instalar y ejecutar software para Windows en ASLinux Desktop está a cargo de Wine. Hasta la versión 2.0 se incluyó además ediciones de demostración de Cedega (soporte para juegos) y CrossOffice (soporte para software ofimático).

### Software propietario
La distribución incluye asistentes que facilitan la instalación de software cuya licencia no libre impide su inclusión en los CD de ASLinux Desktop, como las fuentes TrueType de Microsoft, el plugin de Flash, el visor Acrobat Reader de Adobe, el navegador Internet Explorer 6 o el soporte de lectura de DVD cifrados, entre otros.

## Distribuciones derivadas
SOLES WS 1.0 se construyó sobre la base de ASLinux Desktop 3.0, que no llegó a ser liberada al público. Se trata de una plataforma de escritorio especializada para las empresas andaluzas de Economía Social. Destaca por la inclusión de herramientas de gestión empresarial: facturación, contabilidad, gestión societaria, trabajo colaborativo y formación virtual. Tuvo edición en caja que fue distribuida gratuitamente entre las empresas cooperativas en Andalucía a partir de octubre de 2006.
En octubre de 2008 se desarrolló ASLinux Desktop 3.5, la última versión estable de esta distribución, que fue utilizada en su totalidad o en parte para desarrollar otras distribuciones derivadas, como SOLES WS 2.0.

## Futuro
En octubre de 2010, Activa Sistemas anunció en un evento celebrado en la localidad de Isla Cristina (Huelva) que la versión 4.0 se encontraba en desarrollo y que incluirá el núcleo 2.6.22 optimizado, X.org 7.3, KDE 3.5.8, OpenOffice.org 2.3 (con diccionarios en español), un sistema de instalación mejorado y más intuitivo, mejor soporte específico para portátiles (control de ahorro de energía, hibernación, etc.), soporte para comunicaciones 3G y nuevos asistentes de instalación de software de licencia privativa (Google Earth, Google Desktop, Google Picasa, Second Life), entre otras novedades.
Su desarrollo podía seguirse en BerliOS, abierto a todo aquel interesado en participar y colaborar con el proyecto.
Sin embargo, el desarrollo se detuvo meses después y fue clausurado oficialmente en julio de 2015, tras terminar Activa Sistemas el último proyecto de envergadura en el que participó ASLinux Desktop.